# Casa dos Pescadores
A casa dos pescadores constituía o elemento primário de base territorial da organização corporativa do trabalho marítimo no regime corporativista do Estado Novo, em Portugal. 
Criadas pela Lei n.º 1953, de 11 de Março de 1937, e regulamentadas pelo Decreto n.º 27 978, de 2 de Agosto do mesmo ano, tinham, em relação ao trabalho marítimo, funções semelhantes às das casas do povo em relação ao trabalho rural. A orientação e coordenação da ação das casas dos pescadores competia a uma Junta Central das Casas dos Pescadores.

## Natureza
As casas dos pescadores constituíam organismos de cooperação social — formados por pescadores, empresas de pesca, armadores e proprietários de barcos — que tinham como principais fins a educação e a assistência aos trabalhadores marítimos.
Assumiram também a função de realizar a previdência social aos profissionais da pesca residentes nas suas áreas de atuação.
O Estado apoiava as casas dos pescadores e velava pelo prosseguimento dos seus fins, através da Junta Central das Casas dos Pescadores. Na dependência desta funcionavam vários serviços como escolas de pescas, lotas e venda de peixe e de apanha e concentração de plantas marítimas.

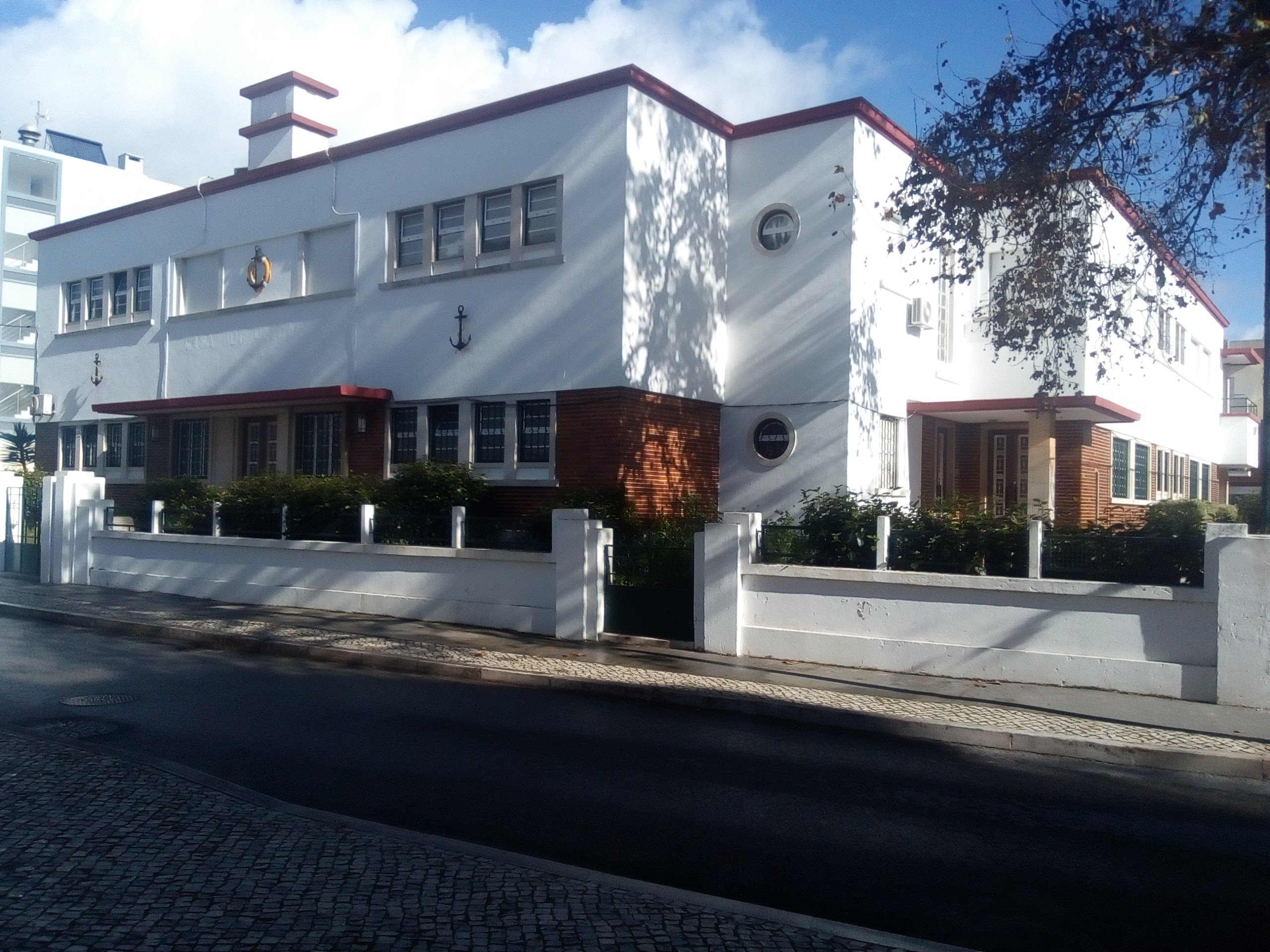
Antiga Casa dos Pescadores de Portimão, projetada pelo arquiteto Jorge de Oliveira em meados da década de 1940.

As casas dos pescadores agrupavam-se em federações regionais. As federações regionais de casas dos pescadores passaram a integrar a Corporação da Pesca e Conservas, criada pela Lei n.º 2086 de 22 de agosto de 1956 e regulada pelo Decreto n.º 41 290 de 23 de setembro de 1957.
A seguir ao 25 de abril de 1974 e fim do Estado Novo, as casas dos pescadores perderam as suas características de organismo corporativo, acabando por ser extintas em 1976. De acordo com o Decreto-Lei n.º 49/76 de 20 de janeiro, a Junta Central das Casas dos Pescadores passou a designar-se "Caixa de Previdência e Abono de Família dos Profissionais de Pesca", sendo as casas dos pescadores transformadas em simples delegações administrativas daquela. A dita Caixa de Previdência foi extinta em 1992 pelo Decreto-Lei n.º 110/92, de 2 de junho, integrando-a nos centros regionais de segurança social.

## Relevância
Em 1951, o total de casas dos pescadores fixou-se na ordem das 23 em todo o país, espalhados essencialmente pelos distritos de distrito de Faro, Porto e de Lisboa. A saber:
- Casa dos Pescadores de Olhão (inaugurada em 1942);[4]
- Casa dos Pescadores da Figueira da Foz (inaugurada em 1941);[5]
- Casa dos Pescadores da Afurada;
- Casa dos Pescadores de Viana do Castelo;
- Casa dos Pescadores de Setúbal; (inaugurada em 1939);[6]
- Casa dos Pescadores de Tavira; (inaugurada em 1941);[7]
- Casa dos Pescadores da Fortaleza de Peniche (inaugurada em 1939);[8]
- Casa dos Pescadores de Aveiro;
- Casa dos Pescadores de Portimão; (inaugurada em 1940);
- Casa dos Pescadores da Caparica (inaugurada em 1940);
- Casa dos Pescadores da Nazaré. (inaugurada em 1941);[9]

No Ultramar:
- Casa dos Pescadores de São Tomé.